# Морфалаксис
Морфалаксис — це процес реорганізації тканин, який спостерігається у багатьох нижчих звірів  після важкої травми, наприклад розділення тварини навпіл, і включає розпад і реформування клітин, рух органів і повторну диференціацію тканин. Зазвичай результатом є менша, але повна особина, повністю отримана з тканин частини вихідної тварини (наприклад, регенерація гідри з кільця, вирізаного з середини тіла, або відновлення планарії нз однієї десятої або двадцятої її частини)
На поверхні тіла зазвичай немає значних реутворювальних процесів. Наприклад у гідри під час ушкодження тіла проміжні клітини, що розташовані поблизу рани, починають посилено рости, і з них утворюються шкірно-м'язові, нервові та інші клітини.